# Laboratorio europeo di spettroscopia non lineare
Il laboratorio europeo di spettroscopia non lineare, chiamato anche LENS dal suo acronimo in inglese European Laboratory for Non-linear Spectroscopy, è un centro di ricerca interdisciplinare italiano istituito nel 1991 presso l'Università di Firenze grazie all'iniziativa di Salvatore Califano, professore di chimica fisica all'Università di Firenze, e di Ruggero Querzoli, allora direttore dell'Istituto nazionale di fisica nucleare.

## Missione
La missione del LENS si articola in tre azioni principali:
- facilitare la collaborazione scientifica tra i ricercatori europei nel campo della spettroscopia lineare e non lineare;
- fornire a ricercatori qualificati la più avanzata strumentazione disponibile e la relativa assistenza e consulenza;
- ideare, programmare e realizzare progetti di ricerca in collaborazione con altre università ed enti a livello nazionale e internazionale.

## Struttura e organi direttivi
In accordo con la sua vocazione europea, il LENS è dotato di una struttura fortemente internazionale e multidisciplinare: nel consiglio direttivo siede il Direttore del LENS, un rappresentante dell'Università di Firenze, due rappresentanti del CNR, uno dell'Istituto Max Planck di ottica quantistica di Garching, uno del FOM institute Amolf di Amsterdam, uno dell'Institute of Photonic Sciences (Icfo) di Barcellona e uno dell'Università Pierre e Marie Curie di Parigi.
L'attuale direttore del LENS, nominato dal rettore dell'Università di Firenze su proposta del consiglio direttivo, è Elisabetta Cerbai.
Il direttore è affiancato da un comitato europeo composta dal rettore dell'Università di Firenze e da esponenti di quattro prestigiosi università e centri di ricerca europei (oltre a quelli del consiglio direttivo, anche dai rappresentanti dell'Università Complutense di Madrid e dell'Università di Kaiserslautern) e da un consiglio scientifico composto da esperti internazionali nelle linee di ricerca attive presso il laboratorio.

## Sede
Dopo essere stato per molti anni situato sulla collina storica di Arcetri, dal fine 2001 il LENS si trova all'interno del Polo scientifico e tecnologico di Sesto Fiorentino.

## Ricerca scientifica
La fondazione del LENS è avvenuta a partire da un gruppo di ricercatori impegnati nella fisica della spettroscopia laser atomica e molecolare, ma in tre decenni l'attività di ricerca si è ampliata e diversificata fino a includere anche la fisica degli atomi freddi (condensato di Bose-Einstein e gas di Fermi), la fisica dei sistemi complessi e disordinati, la fotochimica, la biochimica e la biofisica, la biologia quantistica, le scienze dei materiali, la fotonica, la biofotonica, la fisica degli stati solido e liquido della materia, l'analisi, la conservazione e il restauro delle opere d'arte. Tutti questi campi di ricerca condividono una metodologia di fondo: l'uso della luce laser per indagare la materia.
I gruppi di ricerca attivi al LENS sono impegnati in tre principali linee di ricerca: scienze e tecnologie quantistiche, materiali fotonici e biofotonica.

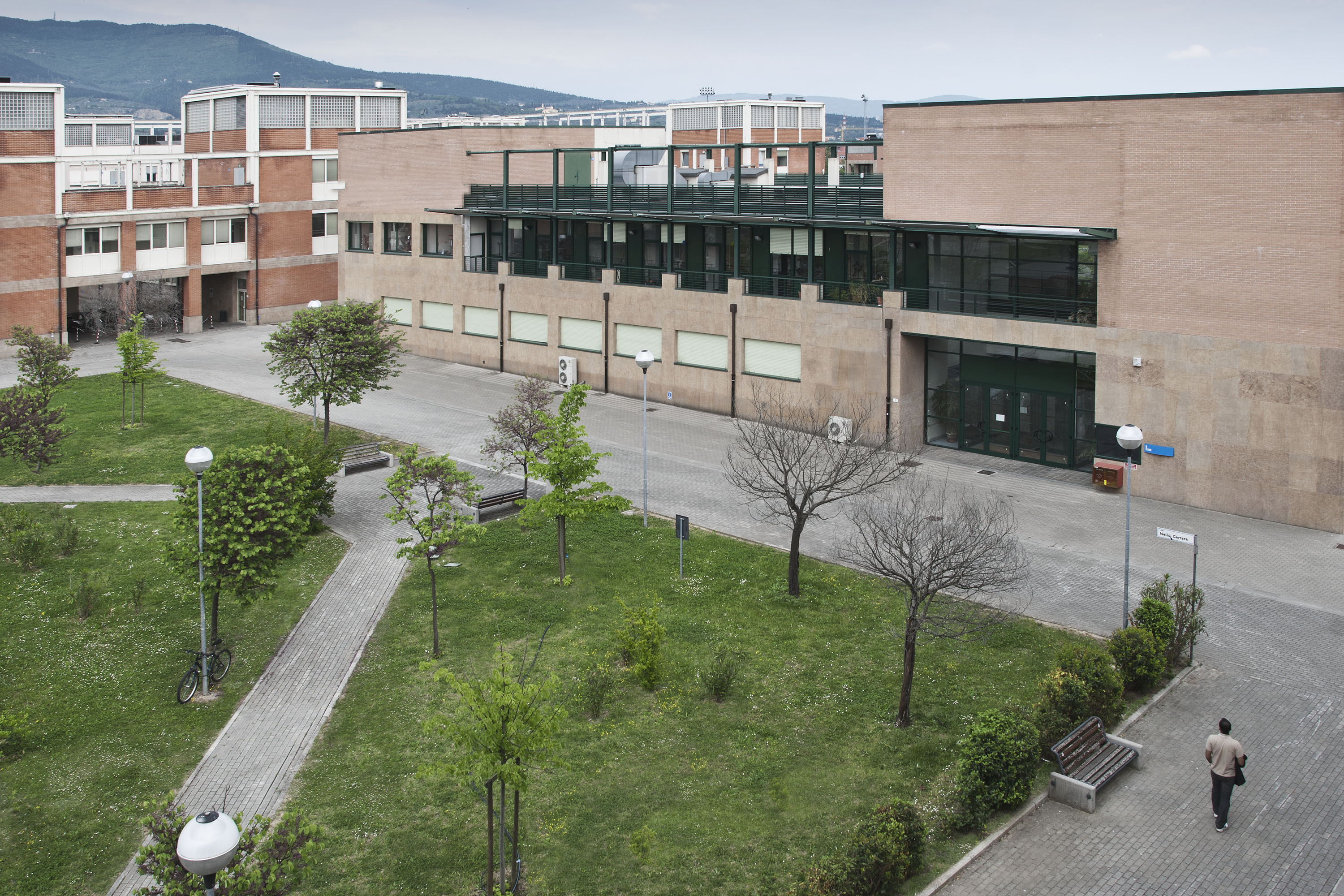
La sede del LENS presso il Polo scientifico e tecnologico dell'Università di Firenze a Sesto Fiorentino

## Consorzio europeo Laserlab
Il LENS fa parte del consorzio Laserlab-Europe fin dalla sua fondazione, garantendo l'accesso ai propri laboratori attraverso il programma di Accesso Transnazionale alle Infrastrutture di Ricerca (Transnational Access To Research Infrastructures Programme) della Commissione europea. È attivo in due delle cinque Attività di Ricerca Congiunta (Joint Research Activities) previste dal consorzio: ALADIN e OPTBIO.

## Didattica e formazione
Presso il LENS è attiva una scuola di dottorato di ricerca, organizzata congiuntamente con l'Università di Firenze e altre università europee, e un programma di assegnazione di borse di ricerca post-doc. Entrambe le iniziative sono parzialmente finanziate dai programmi europei Marie Curie ed Erasmus Mundus.

## Riconoscimenti
Nel 2017, l'Agenzia nazionale di valutazione del sistema universitario e della ricerca (ANVUR), nella sua valutazione triennale della ricerca (riferita al periodo 2011-2014), ha posizionato il LENS al primo e al secondo posto rispettivamente per la fisica e la chimica tra le piccole strutture di ricerca italiane.